# Tona (Catalogne)
Pour les articles homonymes, voir Tona.
Tona est une commune de la province de Barcelone, en Catalogne, en Espagne, de la comarque d'Osona.

## Lieux et monuments
- Sant Andreu de Tona
- Chateau de Tona
- El Camp de les Lloses (site archéologique)